# 苏志刚
苏志刚（1958年7月—），广东番禺（现广州市番禺区）人，中华人民共和国企业家。现任全国工商联副主席、广东省工商联（总商会）主席（会长）、广东长隆集团有限公司董事长，曾担任广州市政协副主席和广州工商联会长。

## 生平
- 1989年，创办了长隆集团旗下第一家企业——香江海鲜酒家；1994年5月在番禺大石迎宾路段开办了香江大酒店。
- 1996年启动了香江野生动物世界项目，1997年12月开始对外营业。1998年投资建设香江鳄鱼养殖场。2004年养殖场改建为广州鳄鱼公园。2001年12月，长隆酒店开业。2006年1月，长隆国际大马戏独立经营。2006年4月，长隆欢乐世界开业。2007年5月，长隆水上乐园对外营业。2009年，长隆集团启动珠海长隆国际海洋度假区项目。
- 2002年，当选广州市工商业联合会会长。2004年3月，当选为广州市政协副主席。2012年12月，当选全国工商联副主席。2018年1月，当选第十三届全国政协委员[1]。